# Asthenosfære
Asthenosfæren ((græsk):asthéneia for afkræftet, svækket og sphaîra for kugle) er den mellemste del af Jordens kappe og underligger lithosfæren. Fra 100 til 350 km dybde ligger asthenosfæren, der er varm, blød og plastisk. I nogle dybder er den op til 15% opsmeltet. Dette er glidelaget, som de tektoniske plader bevæger sig på.